# Parliament Square
Parliament Square est une place située à l'extrémité nord-ouest du palais de Westminster, dans la Cité de Westminster au centre de Londres. La place est disposée autour d'un large espace vert ouvert au centre et planté d'arbres à l'ouest. Elle est notamment connue pour ses onze statues d'hommes d'État et pour la statue de la suffragiste Millicent Fawcett inaugurée en 2018.

## Description
La place est encadrée par deux églises, l'abbaye de Westminster et l'église St Margaret de Westminster, et par le Middlesex Guildhall, siège de la Cour suprême et du Comité judiciaire du Conseil privé.

## Statues

### Personnalités politiques
Onze statues d'hommes politiques célèbres sont érigées sur la place : celles de Winston Churchill, Abraham Lincoln, Robert Peel, Benjamin Disraeli, George Canning, Lord Derby, Lord Palmerston, David Lloyd George, Jan Smuts, Nelson Mandela (depuis le 29 août 2007) et Mahatma Gandhi (depuis le 14 mars 2015).

### Statue de Millicent Fawcett
Une nouvelle statue, celle de la suffragiste Millicent Fawcett, est inaugurée en mai 2018. Il s'agit de la première statue de femme sur cette place,.
| Image | Sujet                                                                                            | Lieu                                                                          | Sculpteur              | Date d'installation |
| ----- | ------------------------------------------------------------------------------------------------ | ----------------------------------------------------------------------------- | ---------------------- | ------------------- |
|       | Winston Churchill Premier ministre 1940–1945 et 1951–1955                                        | North-eastern edge of the green 51° 30′ 03″ N, 0° 07′ 35″ O                   | Ivor Roberts-Jones     | 1 Novembre 1973     |
|       | David Lloyd George Premier ministre 1916–1922                                                    | Northern edge of the green                                                    | Glynn Williams         | 25 Novembre 2007    |
|       | Jan Smuts Premier ministre d'Afrique du Sud 1919–1924 et 1939–1948                               | Northern edge of the green 51° 30′ 03″ N, 0° 07′ 37″ O                        | Sir Jacob Epstein      | 7 Novembre 1956     |
|       | Henry John Temple, 3rd Viscount Palmerston Premier ministre 1855–1858 et 1859–1865               | North-western edge of the green 51° 30′ 03″ N, 0° 07′ 38″ O                   | Thomas Woolner         | 2 Fevrier 1876      |
|       | Edward Smith-Stanley (14e comte de Derby) Premier ministre 1852, 1858–1859 et 1866–1868          | North-western edge of the green 51° 30′ 03″ N, 0° 07′ 38″ O                   | Matthew Noble          | 11 Juillet 1874     |
|       | Benjamin Disraeli, 1st Earl of Beaconsfield Premier ministre 1868 et 1874–1880                   | Western edge of the green 51° 30′ 02″ N, 0° 07′ 38″ O                         | Mario Raggi            | 19 Avril 1883       |
|       | Sir Robert Peel Premier ministre 1834–1835 et 1841–1846                                          | Western edge of the green 51° 30′ 02″ N, 0° 07′ 38″ O                         | Matthew Noble          | 1877                |
|       | George Canning Secrétaire des affaires étrangères 1807–1809 et 1822–1827 ; Premier ministre 1827 | At the square's junction with Great George Street 51° 30′ 04″ N, 0° 07′ 40″ O | Sir Richard Westmacott | 2 Mai 1832          |
|       | Abraham Lincoln Président des États-unis 1861–1865                                               | In front of the Middlesex Guildhall 51° 30′ 02″ N, 0° 07′ 40″ O               | Augustus Saint-Gaudens | Juillet 1920        |
|       | Nelson Mandela Président d'Afrique du sud 1994–1999                                              | South-western edge of the green 51° 30′ 03″ N, 0° 07′ 35″ O                   | Ian Walters            | 29 Août 2007        |
|       | Mahatma Gandhi Leader de l'indépendance indienne                                                 | Western edge of the green 51° 30′ 02″ N, 0° 07′ 38″ O                         | Philip Jackson         | 14 Mars 2015        |
|       | Millicent Fawcett Féministe                                                                      | North-western edge of the green 51° 30′ 03″ N, 0° 07′ 39″ O                   | Gillian Wearing        | 24 Avril 2018       |

## Manifestations
Une manifestation organisée par Brian Haw et le mouvement antiguerre (contre la présence britannique en Afghanistan et en Irak) se déroule sur la place en mai 2010. À cette occasion, un village éphémère de tentes est disposé, le village de la démocratie. Les manifestants sont expulsés de la place sur ordre des autorités au mois de juillet 2010.